# Kiss Daddy Goodnight
Kiss Daddy Goodnight es una película de 1988. Fue dirigida por Peter Ily Huemer y protagonizada por Uma Thurman, en uno de sus primeros trabajos como actriz. El reparto también incluye a Steve Buscemi en un pequeño papel y a Paul Dillon, hermano de Matt Dillon, haciendo su primera aparición en el cine; trabajó en solo tres películas y curiosamente fueron lanzadas las tres en 1988.

## Argumento
Por las noches, Laura (Uma Thurman) de disfraza de vampiro y deja aleatoriamente que cualquier chico del bar la conquiste, únicamente para drogarlos y entonces robarles. Pero luego alguien comienza a acecharla y una persona cercana a ella es asesinada.

## Reparto
- Uma Thurman como Laura.
- Paul Dillon como Sid.
- Paul Richards como William Tilden.
- Steve Buscemi como Johnny.
- Annabelle Gurwitch como Sue.
- David Brisbin como primera víctima.